# برت لی (بازیکن فوتبال)
برت لی (انگلیسی: Bert Lee; ۱۹ اوت ۱۸۷۹ – ۱۴ ژانویهٔ ۱۹۵۸) بازیکن فوتبال اهل بریتانیا بود.
از باشگاه‌هایی که در آن بازی کرده‌است می‌توان به باشگاه فوتبال پول تاون، باشگاه فوتبال ساوت‌همپتون، و باشگاه فوتبال داندی اشاره کرد.
وی همچنین در تیم ملی فوتبال انگلستان بازی کرده‌است.